# Hegyszentmárton
Hegyszentmárton is een plaats (község) en gemeente in het Hongaarse comitaat Baranya. Hegyszentmárton telt 436 inwoners (2001).